# Хелена Падеревска
Хелена Марија Падеревска (рођена фон Розен, раније Горска; 1. август 1856 – 16. јануар 1934) била је пољска друштвена активисткиња која је остала упамћена по помоћи у оснивању Пољског друштва Бели крст за време Првог светског рата (између осталих хуманитарних активности), а позната је и као друга супруга и делимични биограф пољског патриоте, премијера и музичара Игнација Јана Падеревског.

## Биографија
Рођена је у Варшави 1856. године, а порекло води од оца, пољског аристократе балтичко-немачког порекла (барон Владислав Фридрих Јохан Казимир фон Розен, рођен 1829. године) и Зофије Таубе, који су се упознали током његове војне службе за време Кримског рата. Њена мајка Зофија је рођена у племићкој породици балтичког порекла чији су преци дошли из Данске, а преминула је убрзо након Хелениног рођења. У то време, Варшава је била део Руског царства, а руски цар је такође био пољски краљ према овлашћењима из споразума који датира из 1815. године, а којим су окончани Наполеонови ратови. Споразум је садржао одредбу којом се укида име „Пољска“ (један од Наполеонових савезника било је Варшавско војводство). Имала је старијег брата, вероватно оца Роберта Ота фон Розена (рођеног 1879). Њен отац се поново оженио и Хелену фон Розен су одгајале њена бака по оцу Катажина (Руцинска) фон Розен и њена тетка Емилија Леокадија (фон Розен) Јашовска. Течно је говорила четири језика (посебно француски), али је стекла мало формалног образовања. Са 17 година удала се за Владислава Горског (1846-1915), тада деценију старијег од ње, по професији солисту на виолини у оркестру Варшавске опере. Њихов син, Вацлав Отон Горски (1877-1936), преселио се у Сједињене Државе, постао новинар, оженио се два пута и био сахрањен у Индијанаполису. Имали су и ћерку, Марију Горску. Међутим, брачни проблеми који су почели годину дана након рођења њиховог сина довели су до њиховог раздвајања.
Пошто Католичка црква није признала развод, фон Розен је годинама живела са Игнацијем Јаном Падеревским, њеним будућим другим мужем и удовцем, пошто је његова прва жена Антонина Корсак умрла од компликација након рођења њиховог сина Алфреда (1880-1901). Хелена и Игнациј су се први пут срели око 1878. године, када је Падеревски био млади пијаниста са каријером у успону, приближно њених година, који је свирао концерте са њеним мужем. Њихово пријатељство је временом прерасло у романсу. Почев од 1895. године, Розен је покушала да поништи свој први брак са Горским, уз образложење да њен отац није дао потребну сагласност за брак (пошто је тада била малолетна) и да се церемонија венчања одржала у парохији којој ниједан од супружника није припадао.  Убрзо након што су добили поништење брака, Хелена и Игнациј су се венчали у Варшави 31. маја 1899. године.

## Брачни живот и друштвени активизам
Убрзо након венчања, Падеревски је купио вилу, Рион-Босон, близу Моржа у Швајцарској, где се опорављао од својих светских концертних турнеја, и где су обоје експериментисали са новим пољопривредним и сточарским техникама. Узгајала је награђиване чистокрвне кокошке у Рионд-Босону и донирала 300 истих за узгој Варшавском пољопривредном друштву, а такође је основала пољопривредну школу за подучавање пољских девојака са села техникама узгоја живине и баштованства у Јулину на североистоку Пољске. Падеревски је такође поседовао велико имање у Галицији и имање близу Ниона на обали Женевског језера, а око 1913. године купио је два ранча близу Пасо Роблеса у Калифорнији, где су опседали у оближњем хотелу, али су и гајили орахе, бадеме и шљиве (прерађене у суве шљиве). 
До 1910. године, Падеревски је био богат и познат и као филантроп и као музичар. Прихватио је нове технологије фонографа и снимања звука (као оперска звезда Енрико Карузо и виолиниста Фриц Крајслер ), а наступао је и на концертима широм Европе, Сједињених Држава, Аустралије, Јужне Америке и Јужне Африке. Док се састајао са моћним и удварао богатим донаторима за разне добротворне организације које су подржавали (неке путем одређених концерата), Падеревска је писала писма и апеле, састајала се са обичним радницима и парохијским свештеницима, и бавила се маркетингом и новцем. Међу њеним пројектима био је клуб за варшавске разносаче новина и дом за старије ветеране, укључујући и оне из неуспелог Јануарског устанка 1863. године и Револуције у Краљевини Пољској (1905-1907).
Њен муж, Падеревски, такође се укључио у пољске послове. Напомињући да је Русија забранила подизање споменика националном песнику Адаму Мицкјевичу поводом стогодишњице годишњице његовог рођења, Падеревски је одбио позиве за наступ у Москви и Санкт Петербургу. Након што је Пруска забранила предложено подизање статуе у част пољских и литванских ратника који су победили у бици код Гринвалда против Тевтонских витезова 500 година раније (о чему је Падеревски рекао да је сањао од своје 14. године), Падеревски је одбио вишеструке позиве да поново наступа у Берлину. Падеревски је такође значајно финансирао оба споменика, за које је Аустроугарска царевина дозволила подизање у Кракову, историјској престоници Пољске. Подизањем ових споменика, Падеревски се повезао са Романом Дмовским, председником Пољског клуба Петрограда и вођом пољских посланика Руске Думе, чији ће антисемитизам касније постати проблем који је коришћен против Падеревског у Сједињеним Државама. 
Када су непријатељства у Првом светском рату почела крајем јула 1914. године, Падеревски су прославили његов имендан и њен рођендан уз своје уобичајено окупљање пријатеља, музичара и политичара у свом швајцарском дому. Њихова средства (а посебно средства њихових пољских пријатеља) била су замрзнута у Лозани (иако су успевали да живе уз кредит), а путовања су постала отежана. За неколико недеља су угостили око 50 људи, а Лозана је постала место окупљања пољских прогнаника. У новембру 1914. године, руски велики кнез Николај је наводно обећао пољску независност после рата, али Падеревски се плашио да је то трик за смиривање раширених немира и почео је да сарађује са Еразмом Пилцом, Хенријем Сјенкјевичем, Винцентијем Лутославским, Јозефом Веруш-Ковалским, Јаном Кухажевским и другим прогнаницима како би помогао Пољској. 
У јануару 1915. године, Падеревски је планирао тромесечно путовање у Париз, Лондон и на територију Сједињених Држава, у почетку мислећи да би он и његова супруга могли да лобирају за помоћ Пољској, као и да наставе своју концертну каријеру. Међутим, убрзо су схватили тежину задатка који су предузели. Руски амбасадор у Паризу, гроф Александар Изволски, био је антипољски настројен, иако је био политички неопходан члан сваког одбора за помоћ пољским егзилима у тој земљи. У међувремену, Падеревска је, кроз контакте са Милдред Барнс Блис, Денисом Кочином и Владиславом Мицкјевичем, успела да посети пољске регруте немачке војске, као и да започне пројекат израде лутака међу готово сиромашним пољским студентима и занатлијама у Паризу. Током наредних неколико година, превозила је сандуке лутака и продавала их како би остварила профит за куповину млека за пољске бебе и чинила друга добра дела. У Лондону, руски амбасадор гроф Александар Бенкендорф помагао је Падеревском у напорима за помоћ Пољској у Британији и њеним прекоморским колонијама. Међутим, енглеска јавност је мало знала о Пољској, па је Падеревски почео да пише писма уредницима новина, с појединци су иста објавили. Тако је почела његова улога пољског портпарола. У априлу 1915. годин су се укрцали на трансатлантски пароброд „Адриатик“ за Сједињене Државе, али је потапање „ Лузитаније“ следећег месеца претворило њихово кратко путовање у путовање које је трајало више од три године. 
У Сједињеним Државама су направили  базу у једном хотелу у Њујорку али су вероватно проводили више ноћи у ноћним железничким вагонима, не само путујући због добротворних представа (током којих је продавала лутке и потписивала аутограме), већ и да би се упознали са пољском заједницом у Сједињеним Државама (и натерали их да превазиђу своја разна непријатељства према Пруској или Русији, као и питање лојалности према Аустроугарском царству). Падеревски је заступао интересе Пољске пре својих концерата, а такође је користио своју славу да се састане са кључним политичарима и утицајним људима, поставши тако кључни портпарол Пољске у егзилу. Развио је однос са пуковником Едвардом М. Хаусом, који је постао кључни помоћник председника Вудроа Вилсона, а такође се упознао и са будућим председником Хербертом Хувером (који је у почетку радио на евакуацији Американаца заробљених у сукобу, а касније је координирао помоћ у Европи). Вилсон је подржао идеју о независној пољској држави непосредно пре свог избора 1916. године и одлучио је да не блокира (и на крају је подржао) Падеревског о војсци пољских прогнаника, првобитно предложеној као Кошћушкова армија, а касније названој Плава армија или Халерова армија, коју је Француска подржала, а Канада дозволила програм обуке. Падеревски су много пута путовали у Чикаго (седиште неколико пољских организација), а у августу 1918. хиљаду пољских емиграната делегата из Северне Америке (свих политичких уверења) састало се у Детроиту и договорило се да прикупи десет милиона долара у корист Пољске. Међутим, до септембра 1917. године, штампа која се бавила пољским пословима приморала је Падеревског да обустави даље концерте. 
Током њихових три године путовања по Сједињеним Државама, Канади и Карибима, Хелена Падеревска је организовала помоћ за жртве рата у Пољској, као и за пољске војнике, који су се прво борили у Француској, а касније на Источном фронту. Уз помоћ пољских емиграната у Сједињеним Државама, Падеревска је основала Пољски Бели крст у фебруару 1918. (Црвени крст у почетку није дозволио коришћење његовог имена јер Пољска није била држава), а такође је помогла у оснивању Друштва за помоћ обавештајним службама. 

## Прва дама
Пољска је повратила независност након завршетка рата 11. новембра 1918. године, у оквирима државе која је постала позната као Друга Пољска Република. Како су трансатлантски прелази поново постали безбедни, пар је отпловио до Лондона, где је (након што су превазишли проблеме са смештајем) британско Министарство спољних послова замолило Падеревског да оде у Варшаву и помогне у успостављању стабилне владе, неопходне ако би Пољска имала представнике на предстојећој мировној конференцији. Након кратких консултација са господином Дмовским у Паризу (где је требало да почне Мировна конференција), Падеревскији и мајор Ивановски (Падеревскијев секретар) су се укрцали на британску крстарицу, уз пратњу разарача, за Гдањск. Након застоја због снежне мећаве, стигли су у Пољску на Божић. Одушевљене гомиле су дочекале Падеревске у Гдањску, а затим поново у Познању након путовања возом следећег дана, иако су се пруске власти у повлачењу противиле заустављању у оба града. Штавише, Падеревски се прехладио током олујног путовања морем, па је Падеревска заузео његово место на смотри за дечју параду. Падеревски је преживео покушај атентата пре него што су отишли у Калиш (који је Пруска уништила на почетку рата).
Међутим, политичка ситуација је остала хаотична, и то не само зато што је земља била разорена годинама рата. Многим људима је недостајала храна, као и одговарајућа одећа за зимске услове. Упркос брзом дипломатском признању од стране Сједињених Држава, Пољска се суочила са граничним споровима, посебно са Чесима. Руски бољшевици су наставили борбу на северу и истоку, а украјински националисти су већ извршили опсаду Лавова. Неуспели пуч који се догодио 5. и 6. јануара без проливене крви довео је до оставке непопуларне левичарске владе Једжеја Морачевског, иако је Јожеф Пилсудски остао привремени шеф пољске државе. Штавише, личне претње Падеревском од стране радикалних елемената веома су забринуле Падеревску, иако је њен муж одговорио да „у политици нема места за човека који се плаши смрти“.
Од 16. јануара до 9. децембра 1919. године, Падеревски је био премијер Друге републике (технички председник Министарског савета), а такође и министар спољних послова нешто дуже. Хелена га је пратила током многих састанака, а владини послови су обављани у њиховим хотелским кућама. Такође је утицала на политику свог мужа, а та умешаност је постала предмет критика од стране неких који су се плашили да директно нападну њеног мужа (донекле слично каснијој судбини Елеонор Рузвелт). Током седам месеци боравка у Паризу, Падеревска је постала једна од ретких жена присутних на потписивању Версајског споразума у јуну 1919. (њен муж је био потписник у име Пољске), а такође је била сведок потписивања Сенжерменског споразума (којим су формално окончана непријатељства са Аустроугарском) у септембру пре него што су се вратили у Варшаву. Међутим, Падеревски је поднео оставку на своје положаје у децембру, јер му се здравље погоршало након што даљи избори нису успели да доведу до већинске владе. Вратили су се у свој швајцарски дом, где је Падеревска написала своје мемоаре из претходне деценије уз помоћ изворних говорника енглеског језика. 
Дана 18. јануара 1919. године, све организације које су деловале на пољском тлу и које су следиле идеале Међународног покрета Црвеног крста и Црвеног полумесеца окупиле су се и убрзо ујединиле у Пољско друштво Црвеног крста. Падеревска је учествовала као вођа Пољског белог крста. Пољска влада је убрзо одобрила нови ентитет, а неколико месеци касније - након што је аристократски први председник Павел Сапјеха (1860-1934) поднео оставку - Падеревска је постала председница релативно новог друштва. На тој позицији је остала до 1926. године, иако је последњи пут посетила Пољску 1924. године. Падеревска је такође подржавала била почасна чланица Пољског женског савеза Америке.
Папа Бенедикт XV ју је 1921. године одликовао папским крстом за њен хуманитарни рад. 

## Смрт и наслеђе
Током последње две године свог живота, Хелена Падеревска је патила од неколико болести. Њен муж, Игнациј Падеревски, отказао је своју зимску турнеју по Сједињеним Државама како би био подршка у њеним последњим данима. Хелена Падеревска је умрла у Швајцарској 16. јануара 1934. године, на имању Рион-Босон у Толохеназу близу Моржа. Њен муж ју је сахранио на гробљу у Монморансију (близу Париза) поред свог сина Алфреда (1880–1901). Дубоко погођен њеном смрћу, Падеревски је изразио своју жељу да буде сахрањен поред ње. Поживео је још око седам година, током којих је наставио да се залаже за пољску независност и назначио да жели да буде сахрањен у Пољској када поново постане слободна, што се касније и догодило, тако да његови посмртни остаци никада нису сахрањени поред ње.
У 2014. години, Хуверов институт је објавио да је кустос Маћеј Сјекјерски открио два примерка необјављеног рукописа Падеревске који је садржао политичку биографију њеног мужа из периода од 1910. до 1920. године. Падеревски га је поверио колеги музичару и официру америчке војне обавештајне службе Ернесту Шелингу, који га никада није објавио. Ипак, званична објава је уследила 2015. године.